# Libertarisme de gauche
Ne doit pas être confondu avec Libertaire.
Le libertarisme de gauche est un courant de la philosophie politique qui partage avec le courant libertarisme de droite (anarcho-capitalisme, minarchisme de droite, etc.) des principes de liberté individuelle forts mais y ajoute une thèse égalitaire sur la propriété des ressources naturelles. Il est également question d'un libre-marché coopérativiste par l'abolition du salariat et l'instauration d'un entrepreneuriat volontariste non-hiérarchisé. Les principaux représentants actuels de ce courant sont les philosophes Peter Vallentyne (en) (1952-), Hillel Steiner (en) (1942-) et Michael Otsuka (en) (1964-). Certaines défenses de gauche de l'allocation universelle telle que celle proposée par Philippe Van Parijs peuvent également être rattachées au libertarisme de gauche.

## Positions
Dans la philosophie politique anglo-saxonne contemporaine, on définit souvent le libertarianisme classique par trois principes :
1. la propriété de soi-même, laquelle considère que l'individu est seul maître de lui-même et peut disposer comme bon lui semble de lui-même et de son corps sans autorité extérieure, ainsi que le respect absolu de la liberté d'expression et des choix de vie ;
2. la juste circulation, laquelle détermine les circonstances du libre-marché capitaliste illimité, en exigeant par exemple que le transfert de la propriété d'un bien soit volontaire et non-violent pour qu'il soit juste ;
3. l'appropriation originelle des ressources, laquelle définit les conditions dans lesquelles la propriété d'un bien est pour la première fois attribuée à une personne, en partant de facteurs tels que le foncier et le contrat pleinement volontaire entre deux parties.

C'est sur le contenu du troisième principe que les libertariens de gauche divergent avec les libertariens traditionnels tels que Robert Nozick : au lieu de soutenir une thèse telle que la clause lockéenne de Nozick (l'appropriation privée des ressources naturelles est juste dans la mesure où elle ne pénalise pas autrui), ils soutiennent que tous les individus ont un droit à une part égale des ressources naturelles, parfois en évoquant des raisons écologiques.
Ce principe de justice permet alors à certains libertariens de gauche de justifier la distribution d'un revenu de base inconditionnel à tous les individus, à titre de compensation pour l'inégale appropriation privée des ressources naturelles. Un tel principe est également proche de l'idée d'une taxe unique sur la propriété de la terre popularisée par Henry George.
D'autre part, des organismes de réflexion tels que le Center For A Stateless Society (C4SS) théorisent depuis plusieurs années les bases d'un libre-marché « socialiste » fonctionnant différemment de la variante de droite du libertarianisme. C'est ainsi que des auteurs tels que Kevin Carson conceptualisent une économie « par le bas » sur la base d'une critique du travail comme objet d'exploitation contemporain, tout comme l'envisagent le marxisme analytique et le matérialisme historique. Les libertariens de gauche partent donc également du principe que le libre-marché doit garantir la liberté de l'Homme mais s'éloignent par exemple de l'anarcho-capitalisme en prônant plutôt une économie à petite échelle et non-profitable directement aux individus possédant le plus de capital entre leurs mains. Par conséquent, la propriété privée n'est plus érigée en valeur absolue de la liberté mais comme composante égalitariste d'un projet individualiste devant mener à la cohésion collective d'une ou des communautés (voir exemple du panarchisme dans ce dernier cas).
L'une des applications serait la redistribution à la collectivité des rentes de situation obtenues dans des emplois mieux rémunérés que d'autres, à talent égal, voire parce que certains talents sont plus recherchés que d'autres. Il en est de même des « bonnes affaires » : si une terre agricole, c'est-à-dire une ressource externe, est acquise à un prix en dessous du marché, l'acquisition doit supporter uniquement une taxe foncière de valeur égale à la différence de prix, afin de compenser l'enrichissement au détriment de la collectivité, celui résultant de l'exploitation agricole étant réputé récompenser uniquement le travail.  
Toutefois, le libertarianisme de gauche n'est pas compact et plusieurs visions sont revendiquées : on trouve notamment des mutualistes inspirés par Proudhon, des agoristes réclamant la contre-économie pacifiste, des georgistes/égalitaristes en faveur d'une taxe foncière socialement redistributive ou encore des anarchistes du marché de l'aile gauche en faveur d'une abolition du salariat pour le remplacer par un coopérativisme intégral et volontaire en entreprise.
De nos jours, le libertarianisme de gauche demeure moins représenté que sa variante de droite, surtout connue aux États-Unis. La mouvance est encore peu connue et revendiquée en Europe, ce dernier continent possédant surtout une tradition libertaire ancrée dans le collectivisme et le socialisme radical de longue date (extrême-gauche). En France, un numéro de la revue Raisons Politiques a été consacré au libertarisme de gauche de Michael Otsuka et Hillel Steiner.

#### Tendances
- Agorisme
- Anarchisme de marché
- Crédit social
- Distributionnisme, Économie distributive
- Économie sociale de marché
- Georgisme
- Géolibertarianisme
- Modèle Tiebout
- Radicalisme
- Social-libéralisme
- Socialisme de marché
- Démocratie participative, Landsgemeinde, Thing
- Démocratie directe
- Passager clandestin
- Dilemme éthique
- Égalité des chances

#### Personnalités
- Benjamin Tucker (1854-1939)
- Émile Armand (1872-1963)
- Jacques Duboin (1878-1976)
- John Rawls (1921-2002)
- Samuel Edward Konkin III (1947-2004)
- Ronald Dworkin (1931-2013)
- Amartya Sen (1933-)
- Alain Caillé (1944-)
- Martha Nussbaum (1947-)
- Philippe Van Parijs (1951-)
- Gaspard Koenig (1982-)